# Ondřej Honka
Ondřej Honka (* 20. dubna 1986 v Praze) je bývalý český fotbalový útočník. V nejvyšší české soutěži nastoupil do 8 utkání.

## Klubová kariéra
Odchovanec Sparty Praha v 1.lize poprvé nastoupil za Viktorii Plzeň na jaře 2006, kde byl na hostování. V létě 2006 odešel na roční hostování do Slovácka, kde si připsal další ligové starty. Následovalo krátké angažmá v Motorletu na jaře 2008 v divizi A. V létě 2008 přestoupil do klubu SK Slavia Praha. 
V únoru 2009 byl na zkoušce v prvoligovém slovenském týmu DAC Dunajská Streda, nakonec zde však nezůstal. Zbytek sezony strávil na hostování v klubu FK OEZ Letohrad v České fotbalové lize. Podzimní část sezony 2009/10 hostoval v druholigovém klubu FC Hlučín.
Od léta 2011 je hráčem klubu TJ Sokol Cholupice.

## Reprezentační kariéra
Ondřej Honka působil v mládežnických reprezentacích ČR v kategoriích U16, U17, U18 a U19.